# Malmesbury (Sudafrica)
Malmesbury è un centro abitato del Sudafrica, situato nella provincia del Capo Occidentale.